# Powiat Motoyoshi
Powiat Motoyoshi (jap. 本吉郡 Motoyoshi-gun) – powiat w Japonii, w prefekturze Miyagi. W 2024 roku liczył 11 545 mieszkańców.

## Miejscowości
- Minamisanriku